# Bruce A. Wright

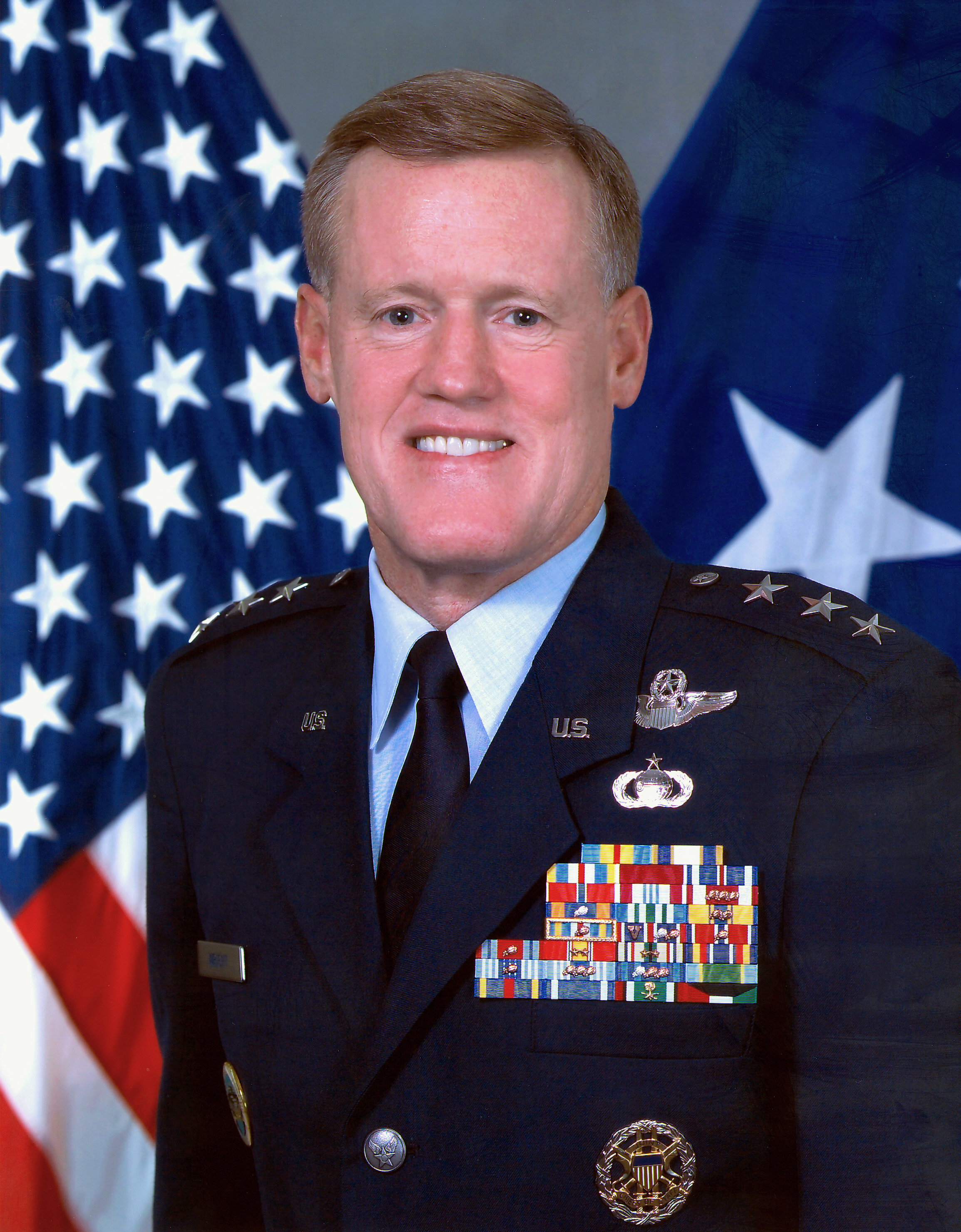
Bruce A. Wright (2005)

Bruce A. Wright (* um 1951 in Idaho) ist ein pensionierter Generalleutnant der United States Air Force. Er war unter anderem Kommandeur der United States Forces Japan.
Im Jahr 1973 absolvierte er die United States Air Force Academy in Colorado Springs. Nach seiner Graduation wurde er als Leutnant in das Offizierskorps der Air Force aufgenommen. In der Folge durchlief er alle Offiziersgrade vom Leutnant bis zum Drei-Sterne-General.
Im Lauf seiner militärischen Karriere absolvierte Bruce Wright verschiedene Kurse und Schulungen. Dazu gehörten unter anderem eine Ausbildung zum Kampfpiloten und weitere Fortbildungskurse als Pilot neuer Flugzeugtypen, die Squadron Officer School auf der Maxwell Air Force Base (Maxwell AFB) in Alabama, die U.S. Air Force Fighter Weapons School, das Armed Forces Staff College in Norfolk in Virginia und das Air War College das auf der Maxwell AFB angesiedelt ist. Außerdem erhielt er akademische Grade von der Golden Gate University und der National Defense University.
In seinen frühen Jahren als Offizier der Luftwaffe war er auf verschiedenen Stützpunkten in den Vereinigten Staaten stationiert. Dabei war er als Pilot, Flugausbilder oder Stabsoffizier bei unterschiedlichen Einheiten tätig. Dazwischen absolvierte er die erwähnten Schulungen. Zwischen März 1978 und Juli 1979 war er auf der Kadena Air Base in Japan und danach bis August 1980 auf der Clark Air Base auf den Philippinen stationiert. Danach setze er seine Offizierslaufbahn in den Vereinigten Staaten fort.
Nach dem Ende seines Studiums am Air War College wurde Bruce Wright im Juli 1992 auf die Spangdahlem Air Base in Deutschland versetzt. Dort kommandierte er bis zum März 1993 die 52nd Support Group. Es folgte eine Versetzung zur Ramstein Air Base, wo er bis zum Juni 1994 den Oberbefehl über die 86th Operations Group hatte. Daran schloss sich eine Versetzung nach Japan zur Yokota Air Base an. Zwischen Juni 1994 und Februar 1997 war er dort Stabsoffizier in der Abteilung für Operationen im Hauptquartier der amerikanischen Streitkräfte in Japan (U.S. Forces Japan). Nach dem Ende dieser Berufung blieb Wright in Japan, wurde aber zur Misawa Air Base versetzt, wo er zwischen Februar 1997 und November 1998 das 35. Kampfgeschwader (35th Fighter Wing) kommandierte.
Nach seiner Rückkehr in die Vereinigten Staaten wurde er dem Stab der Joint Chiefs of Staff zugeteilt. Dort war er zwischen November 1998 und Januar 2000 als Deputy Director for Information Operations tätig. Vom Januar 2000 bis zum Dezember 2001 leitete Bruce Wright die Air Intelligence Agency, den Nachrichtendienst der Air Force. Diese ist auf der Lackland Air Force Base in Texas angesiedelt. Gleichzeitig kommandierte er den Joint Information Operation Center auf der Kelly AFB, ebenfalls in Texas.
Im Dezember 2001 wurde Bruce Wright auf die Langley Air Force Base in Virginia versetzt. Dort war er bis Februar 2005 stellvertretender Kommandeur des Air Combat Commands. Zwischen dem 17. November 2004 und dem 3. Februar 2005 war er kommissarischer Kommandeur dieses Kommandos. Anschließend kehrte er zur Yokota Air Base in Japan zurück, wo er im Februar 2005 das Kommando über die amerikanischen Streitkräfte in Japan und die 5. Luftflotte übernahm. Diese Ämter bekleidete er bis zum Jahr 2008. Gegen Ende seiner Zeit in Japan kam es in Folge eines Vergewaltigungsvergehens eines Soldaten gegen ein japanisches Mädchen zu Unruhen und Protesten der japanischen Bevölkerung gegen das amerikanische Militär. Wright untersagte dann seinen Soldaten jeglichen privaten Umgang mit der japanischen Bevölkerung. Diese Vorgänge waren bei seinem Abschied aus Japan noch nicht abgeschlossen. Im Jahr 2008 schied er aus dem aktiven Militärdienst aus.
Während seiner aktiven Zeit als Militärpilot absolvierte Bruce Wright über 3200 Flugstunden auf verschiedenen Flugzeugtypen.
Nach seiner Pensionierung war Bruce Wright neun Jahre lang für die Firma Lockheed Martin tätig. Danach war er zwischen 2019 und 2024 Präsident der Air Force Association.

## Daten der Beförderungen
| Abzeichen | Rang               | Jahr              |
| --------- | ------------------ | ----------------- |
|           | Second Lieutenant  | 6. Juni 1973      |
|           | First Lieutenant   | 6. Juni 1975      |
|           | Captain            | 6. Juni 1977      |
|           | Major              | 1. Oktober 1983   |
|           | Lieutenant Colonel | 1. Juni 1988      |
|           | Colonel            | 1. Dezember 1992  |
|           | Brigadier General  | 1. Juni 1998      |
|           | Major General      | 1. Januar 2001    |
|           | Lieutenant General | 10. Dezember 2001 |

## Orden und Auszeichnungen
Bruce Wright erhielt im Lauf seiner militärischen Laufbahn unter anderem folgende Auszeichnungen:
- Defense Distinguished Service Medal
- Air Force Distinguished Service Medal
- Defense Superior Service Medal
- Legion of Merit
- Bronze Star Medal
- Distinguished Flying Cross
- Air Medal
- Defense Meritorious Service Medal
- Meritorious Service Medal
- Joint Service Commendation Medal
- Air Force Commendation Medal
- Combat Readiness Medal
- National Defense Service Medal
- Southwest Asia Service Medal
- Global War on Terrorism Service Medal
- NATO-Medaille
- Kuwait Liberation Medal (Saudi-Arabien)
- Kuwait Liberation Medal (Kuwait)